# Симмер, Чарли
Чарльз Роберт Симмер (англ. Charles Robert Simmer; род. 20 марта 1954, Террас Бэй, Британская Колумбия, Канада) — бывший профессиональный канадский хоккеист, нападающий, известный своими выступлениями в Национальной хоккейной лиге (НХЛ). Симмер наиболее известен как участник знаменитой тройки нападения «Тройная корона» (The Triple Crown Line) в составе клуба «Лос-Анджелес Кингз», куда также входили Марсель Дионн и Дэйв Тейлор.

## Карьера

### Ранние годы и начало карьеры
Чарли Симмер начал свою хоккейную карьеру в юниорских лигах Канады, где быстро зарекомендовал себя как талантливый бомбардир, набрав более 150 очков за 2 сезона.
После этого последовал успешный сезон 1973-74гг. в Хоккейной Ассоциации Онтарио (нынешняя Хоккейная лига Онтарио), где он, играя в составе «Су-Сент-Мари Грейхаундз», набрал 99 очков в 70 матчах. Такие результаты не остались незамеченными, и на Драфте НХЛ 1974 года Симмер был выбран в третьем раунде под общим 39-м номером клубом «Калифорния Голден Силз». Помимо этого он также был выбран на Драфте ВХА 1974 года командой «Кливленд Крусейдерс» во втором раунде под общим 26-м номером.
Дебют в главной лиге получился многообещающим. В первой же игре Симмер забросил шайбу и отдал голевую передачу, а «Голден Силз» обыграли «Бостон Брюинз» со счётом 5-2. А в первых 4 играх он набрал 5 очков. Но, несмотря на это, в первые три сезона закрепиться в основной команде не получалось. Игры в НХЛ чередовались с играми в фарм-клубе «Солт-Лейк Голден Иглз», выступавшем в Центральной хоккейной лиге (CHL). В 1976 году «Голден Силз» переехали в Кливленд, однако это никак не сказалось на игровом времени Симмера. В 1977 году он в качестве свободного агента подписал контракт с «Лос-Анджелес Кингз».

### Карьера в «Лос-Анджелес Кингз»
В новом клубе тоже не спешили выпускать Симмера в основном составе, первый сезон после обмена он практически полностью провёл в составе «Спрингфилд Индианс», выступавшем в АХЛ. В следующем году ему, наконец, представился шанс, которым он смог воспользоваться. В середине сезона Симмер был переведён из фарм-клуба в основной состав и за 38 оставшихся до конца сезона матчей он забросил 21 шайбу, и ещё одну добавил в играх плей-офф.

Это позволило Симмеру закрепиться в составе, а уже в сезоне 1978-79 гг. его перевели в первое звено, в котором также играли Марсель Дионн и Дэйв Тейлор. Вместе они образовали одну из самых результативных линий нападения в истории НХЛ, получившую прозвище «Тройная корона». Различные по игровым стилям игроки отлично дополняли друг друга. 191-сантиметровый Симмер, агрессивный 183-сантиметровый Тэйлор и быстрый, юркий и яркий 172-сантиметровый Дионн сделали из атаки «Кингз» одну из самых ярких в НХЛ. 
«Как тренер, я всегда говорю, что моим худшим решением в истории было отправить Чарли в фарм после тренировочного лагеря, а лучшим решением в моей жизни стал вызов его назад для игры в этом звене. Годом ранее мы с Чарли играли вместе в молодежной лиге, где я был играющим тренером, поэтому я знал, что он умеет забивать голы. Мы с ним всегда были близки. С Марселем у нас были прекрасные отношения. С ним всегда было приятно работать, и он всегда был добр ко мне и моей семье. Он также был замечательным партнёром по команде. И Дэйв действительно заплатил высокую цену за некоторые из своих матчей. Он выходил из углов площадки с большим количеством шишек и ушибов. В целом, у этой троицы была отличная химия, и они были действительно особенными игроками и людьми», — Боб Берри, главный тренер «Лос-Анджелес Кингз» в 1978-81 гг. 
С новыми партнёрами по звену результативность Симмера возросла кратно. В начале сезона 1979-80 гг. Симмер забрасывал шайбы на протяжении 13 матчей подряд, что до сих пор является третьим результатом в истории НХЛ. Этот отрезок уместил в себя 17 голов и 13 голевых передач, а всего в этом сезоне Симмер набрал 101 очко (56 голов и 45 передач) в 64 матчах. Благодаря этому, он завершил сезон лидером всей лиги по заброшенным шайбам, разделив первое место с Блейном Стотоном и Денни Гейром.
В следующем сезоне 1980-81 гг. Симмер установил личный рекорд, набрав 105 очков (56 голов и 49 передач) в 65 матчах. Партнеры по звену также преодолели отметку в 100 набранных очков: Дионн - 135, Тейлор - 112. Это был первый такой случай в истории лиги. Неудивительно, что «Тройная корона» в полном составе попала на Матч всех звезд НХЛ в 1981 году. Результат мог бы быть ещё более впечатляющим, но Симмер вынуждено пропустил концовку сезона из-за перелома ноги.
Также в этом сезоне Симмеру едва не покорилось уникальное достижение - 50 голов за 50 матчей. С самого начала сезона он и Майк Босси из «Нью-Йорк Айлендерс» забрасывали шайбы, подгоняя друг друга в гонке снайперов. В итоге достижение смог повторить Босси, который забросил 50-ю шайбу в 50-й игре. Симмер же забил свой 50-й гол в 51-й игре с начала сезона. Процент реализации бросков, который он установил в этом сезоне, до сих является рекордным для НХЛ - 32,75%.

Перелом ноги оказался тяжёлым, Симмеру установили металлическую пластину на девяти болтах. Восстановление заняло более девяти месяцев. Пришлось практически заново учиться кататься. Из-за этого в сезоне 1980-81 гг. он провёл всего 50 матчей, в которых смог отличиться 15 раз. 
«Мне пришлось вернуться к самому началу, играть по позиции и в большинстве. И самым важным было обрести уверенность в том, что я могу положиться на свою ногу. Нужно уметь играть, даже не задумываясь об этом», — Симмер о своей травме.
К плей-офф он, наконец, смог вернуть былую форму и в 10 играх навылет набрал 11 (4+7) очков. «Кингз» в первом раунде плей-офф одолели «Эдмонтон Ойлерз» во главе с Уэйном Гретцки и вышли в финал дивизиона, где в 5 матчах уступили «Ванкувер Кэнакс». За всё время существования «Тройной короны» это был единственный раз, когда «Кингз» преодолели 1-й раунд плей-офф. К сожалению, даже наличие таких партнёров по звену не позволило Симмеру выиграть Кубок Стэнли.
В следующих двух сезонах Симмер набирал 80 и 92 очка соответственно, забросив при этом 73 шайбы, но команда оба раза не смогла пробиться в плей-офф.
Постепенно стали сказываться травмы, в команде появились молодые игроки, такие как Берни Николлз и Джим Фокс. Всё это привело к тому, что в начале 1985 г. Симмер был обменян в «Бостон Брюинз». «Кингз» получили взамен 10-й пик в первом раунде Драфта 1985 года, в котором выбрали Дэна Грэттона, сыгравшего впоследствии всего 7 матчей в НХЛ.
Всего же за время выступлений за «Лос-Анджелес Кингз» Симмер набрал 466 очков (222 гола и 244 передачи) в 384 матчах регулярного сезона, в также 14 (7+7) очков в 15 играх плей-офф.

### Дальнейшая карьера
В Бостоне Симмер провёл три сезона, трижды набрав 60 и более очков за сезон, забрасывая при этом не менее 29 шайб в каждом из сезонов. Сезон 1985-86 гг. мог стать одним из наиболее успешных в его карьере, в 55 матчах Симмер забросил 36 шайб, но всё прервала очередная травма.
В 1986 году он был удостоен приза Билла Мастертона за то, что преодолел последствия тяжелой травмы связок колена и смог набрать 60 очков за сезон.
Несмотря на то, что в сезоне 1986-87 гг. Симмер набрал 69 (29+40) очков, в 1987 году он был выставлен на Драфт отказов, откуда его забрал «Питтсбург Пингвинз». В составе «пингвинов» Симмер провёл один сезон и набрал 11+17 в 50 матчах. К этому моменту травмы и возраст начали сказываться на его игре, и в 1988 году он завершил карьеру в НХЛ.
После этого Симмер провел ещё один сезон в немецкой Бундеслиге. Завершал карьеру в минорных североамериканских лигах в качестве играющего тренера.

### Игровой номер
За время своей карьеры выступал под следующими игровыми номерами:
- 10 и 17 в составе «Калифорния Голден Силз»;
- 17 - «Кливленд Баронз»;
- 26 и 11 - «Лос-Анджелес Кингз»;
- 23 - «Бостон Брюинз»;
- 13 и 16 - «Питтсбург Пингвинз».

### После завершения карьеры игрока
После завершения карьеры Симмер проживал в Калгари, работая в структуре нефтегазовой компании Decca. После переехал в Техас.
Также он остался связан с хоккеем, работая в качестве комментатора и аналитика в системе «Калгари Флеймз». Он также активно участвует в благотворительных мероприятиях, связанных с развитием детского хоккея.

### Вне хоккея
Дионн, Тэйлор и Симмер в рамках поддержки Фонда борьбы с детским диабетом (Juvenile Diabetes Foundation) исполнили песню «Please Forgive My Misconduct Last Night», написанную Аланом Тиком.

### Наследие
Чарли Симмер оставил значительный след в истории НХЛ, особенно в истории «Лос-Анджелес Кингз». Всего в НХЛ Симмер провёл 712 матчей, в которых набрал 711 (342+369) очков. По количеству набранных очков он до сих пор остаётся одним из лучших бомбардиров «Лос-Анджелес Кингз». А звено «Тройная корона», в котором он выступал, считается одним из наиболее успешных в истории лиги.

## Личная жизнь
Был женат на Терри Уэллс, мисс декабрь 1980 и подружка года 1981 в журнале Playboy. В браке родилась дочь. В 1986 пара развелась.
Во втором браке родилось трое детей.

## Статистика выступлений
| Легенда | Легенда                    | Легенда | Легенда                   | Легенда | Легенда    |
| ------- | -------------------------- | ------- | ------------------------- | ------- | ---------- |
| И       | Количество проведённых игр | Штр     | Штрафное время            | +/−     | Плюс-минус |
| Г       | Голы                       | П       | Голевые передачи          | О       | Очки       |
| -       | Статистика неизвестна      | —       | Статистика не учитывалась |         |            |

## Награды и достижения

### Командные
| Год  | Команда | Достижение                       | Достижение |
| ---- | ------- | -------------------------------- | ---------- |
| 1983 | Канада  | Бронзовый призёр чемпионата мира |            |

### Личные
| Год        | Команда            | Достижение                                | Достижение |
| ---------- | ------------------ | ----------------------------------------- | ---------- |
| 1985       | Бостон Брюинз      | Обладатель «Билл Мастертон Трофи»         |            |
| 1981, 1984 | Лос-Анджелес Кингз | Участник Матча всех звёзд НХЛ             |            |
| 1980, 1981 | Лос-Анджелес Кингз | Попадание в первую Сборную всех звёзд НХЛ |            |
| 1980       | Лос-Анджелес Кингз | Лучший снайпер регулярного сезона НХЛ     |            |
| 1980       | Лос-Анджелес Кингз | Лидер НХЛ по голам в большинстве          |            |
| 1981       | Лос-Анджелес Кингз | Лидер НХЛ по победным голам               |            |

### Прочие
- В 1973 входил во вторую символическую сборную MJHL
- Лучший бомбардир MJHL: 1973
- В 1977 входил во вторую символическую сборную CHL.
- В 1978 входил во вторую символическую сборную АХЛ.
- Забрасывал шайбы в течение 13 матчей подряд в 1980 году, это самая продолжительная серия в истории НХЛ после рекорда в 16 матчей подряд с шайбами, установленного Панчем Бродбентом в 1922 году.
- За время выступлений в НХЛ отметился 9 хет-триками в ворота соперников, в том числе 1 раз забросил 4 шайбы в ворота «Нью-Йорк Айлендерс»[20].